# Championnat du monde de snooker à six billes rouges seniors 2019
Le championnat du monde à six billes rouges seniors 2019 est un tournoi de snooker senior comptant pour la saison 2018-2019. L'épreuve s'est tenue le 3 mars 2019 au Waterfront Hall de Belfast en Irlande du Nord. Elle est organisée par la tournée mondiale seniors et parrainée par la société ROKiT. 

## Faits marquants
L'événement compte 8 participants parmi les légendes du snooker et se déroule sous la forme de la variante de snooker à six billes rouges. Le vainqueur remporte une récompense de 20 000 £. Le tournoi de qualification a été remporté par Jonathan Bagley et Patrick Wallace a été choisi par l'association de snooker nord-irlandaise (NIBSA).
Il s'agit de la première édition de ce tournoi. Le vainqueur est Jimmy White qui s'est imposé aux dépens d'Aaron Canavan.

## Dotation
La répartition des prix est la suivante :
- Vainqueur : 20 000 £

Dotation totale : 20 000 £ (winner takes all)

## Tableau
|  | Quarts de finale au meilleur des 7 manches | Quarts de finale au meilleur des 7 manches | Quarts de finale au meilleur des 7 manches |               |             | Demi-finales au meilleur des 7 manches | Demi-finales au meilleur des 7 manches | Demi-finales au meilleur des 7 manches |  |  | Finale au meilleur des 7 manches | Finale au meilleur des 7 manches | Finale au meilleur des 7 manches |
|  |                                            |                                            |                                            |               |             |                                        |                                        |                                        |  |  |                                  |                                  |                                  |
|  |                                            | Jimmy White                                | 4                                          |               |             |                                        |                                        |                                        |  |  |                                  |                                  |                                  |
|  |                                            | Jonathan Bagley                            | 1                                          |               |             |                                        |                                        |                                        |  |  |                                  |                                  |                                  |
|  |                                            | Jonathan Bagley                            | 1                                          |               | Jimmy White | 4                                      |                                        |                                        |  |  |                                  |                                  |                                  |
|  |                                            |                                            |                                            |               | Jimmy White | 4                                      |                                        |                                        |  |  |                                  |                                  |                                  |
|  |                                            |                                            | Stephen Hendry                             | 1             |             |                                        |                                        |                                        |  |  |                                  |                                  |                                  |
|  |                                            | Stephen Hendry                             | Stephen Hendry                             | 1             | 4           |                                        |                                        |                                        |  |  |                                  |                                  |                                  |
|  |                                            | Stephen Hendry                             |                                            |               | 4           |                                        |                                        |                                        |  |  |                                  |                                  |                                  |
|  |                                            | Joe Johnson                                | 3                                          |               |             |                                        |                                        |                                        |  |  |                                  |                                  |                                  |
|  |                                            |                                            |                                            |               |             |                                        |                                        |                                        |  |  |                                  | Jimmy White                      | 4                                |
|  |                                            |                                            |                                            | Aaron Canavan | 2           |                                        |                                        |                                        |  |  |                                  |                                  |                                  |
|  |                                            | Ken Doherty                                | 4                                          |               |             |                                        |                                        |                                        |  |  |                                  |                                  |                                  |
|  |                                            | Patrick Wallace                            | 2                                          |               |             |                                        |                                        |                                        |  |  |                                  |                                  |                                  |
|  |                                            | Patrick Wallace                            | 2                                          |               | Ken Doherty | 3                                      |                                        |                                        |  |  |                                  |                                  |                                  |
|  |                                            |                                            |                                            |               | Ken Doherty | 3                                      |                                        |                                        |  |  |                                  |                                  |                                  |
|  |                                            |                                            | Aaron Canavan                              | 4             |             |                                        |                                        |                                        |  |  |                                  |                                  |                                  |
|  |                                            | Aaron Canavan                              | Aaron Canavan                              | 4             | 4           |                                        |                                        |                                        |  |  |                                  |                                  |                                  |
|  |                                            | Aaron Canavan                              |                                            |               | 4           |                                        |                                        |                                        |  |  |                                  |                                  |                                  |
|  |                                            | Tony Drago                                 | 1                                          |               |             |                                        |                                        |                                        |  |  |                                  |                                  |                                  |

## Finale
| Finale au meilleur des 7 manches Arbitre : Michaela Tabb                      |                          |                      |
| Jimmy White Angleterre                                                        | 4 - 2 ( - )              | Aaron Canavan Jersey |
| 0 26                                                                          | Centuries Meilleur break | 0 46                 |
| Jimmy White remporte le championnat du monde à six billes rouges seniors 2019 |                          |                      |

## Qualifications
Ces rencontres se sont tenues le 9 février 2019 au Crucible Sports & Social Club à Newbury. Les matchs ont été disputés au meilleur des sept manches. Les joueurs se sont affrontés pour obtenir une place qualificative pour le tableau final. Jonathan Bagley s'est qualifié.

### Quarts de finale
- Lee S. Martin 0-4  Leo Fernandez
- Wayne Cooper 4-2  Lee Richardson
- Jonathan Bagley 4-0  Stuart Watson
- James O'Sullivan 2-4  Michael Judge

### Demi-finales
- Leo Fernandez 0-4  Wayne Cooper
- Jonathan Bagley 4-1  Michael Judge

### Finale
- Wayne Cooper 3-4  Jonathan Bagley

## Break maximum
Le break maximum dans la variation du snooker à six billes rouges est de 75 points.